# Naturschutzgebiet Ziemenbachtal
Koordinaten: 53° 26′ 11,9″ N, 13° 6′ 51,3″ O

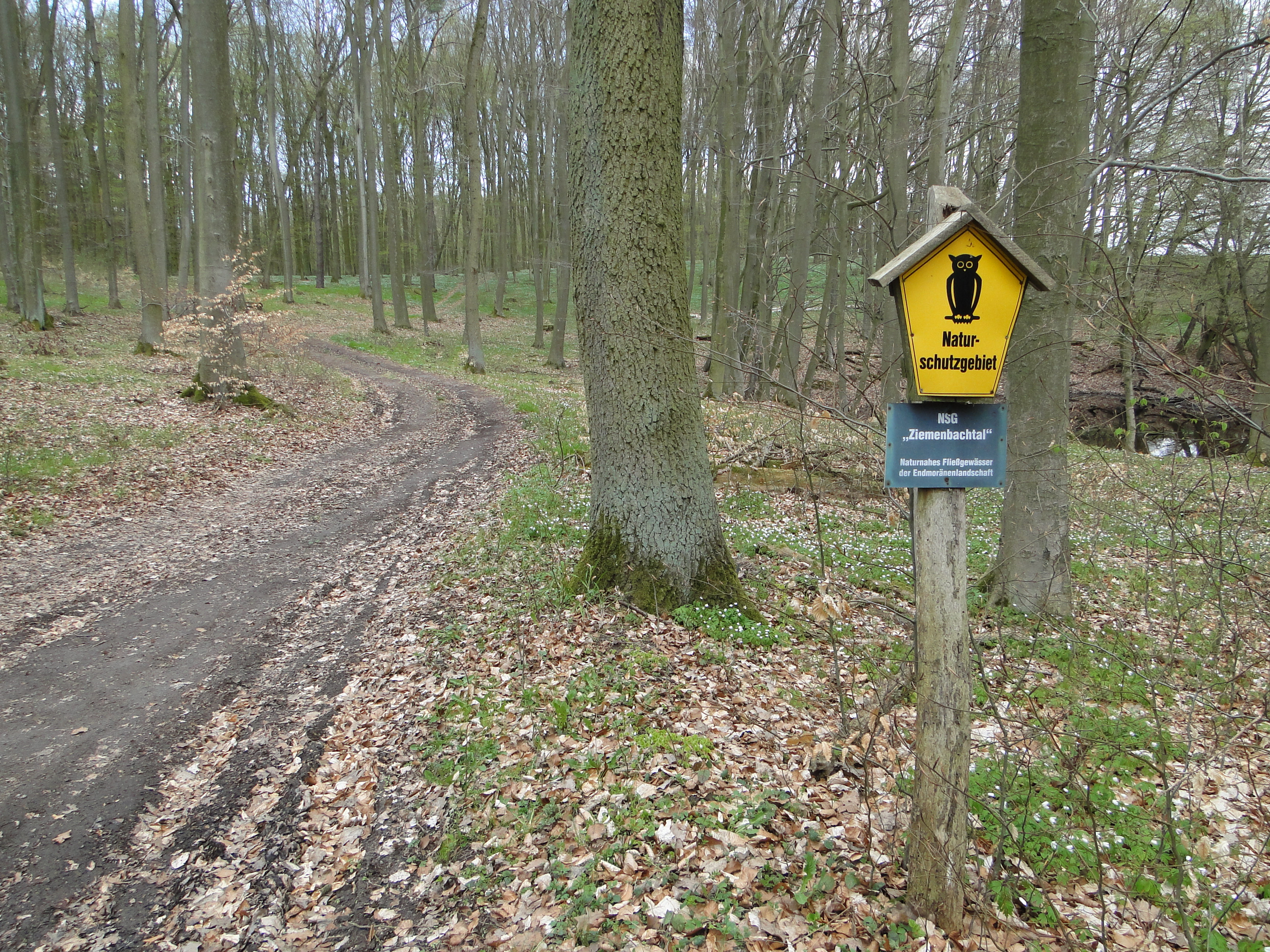
Laubmischwald

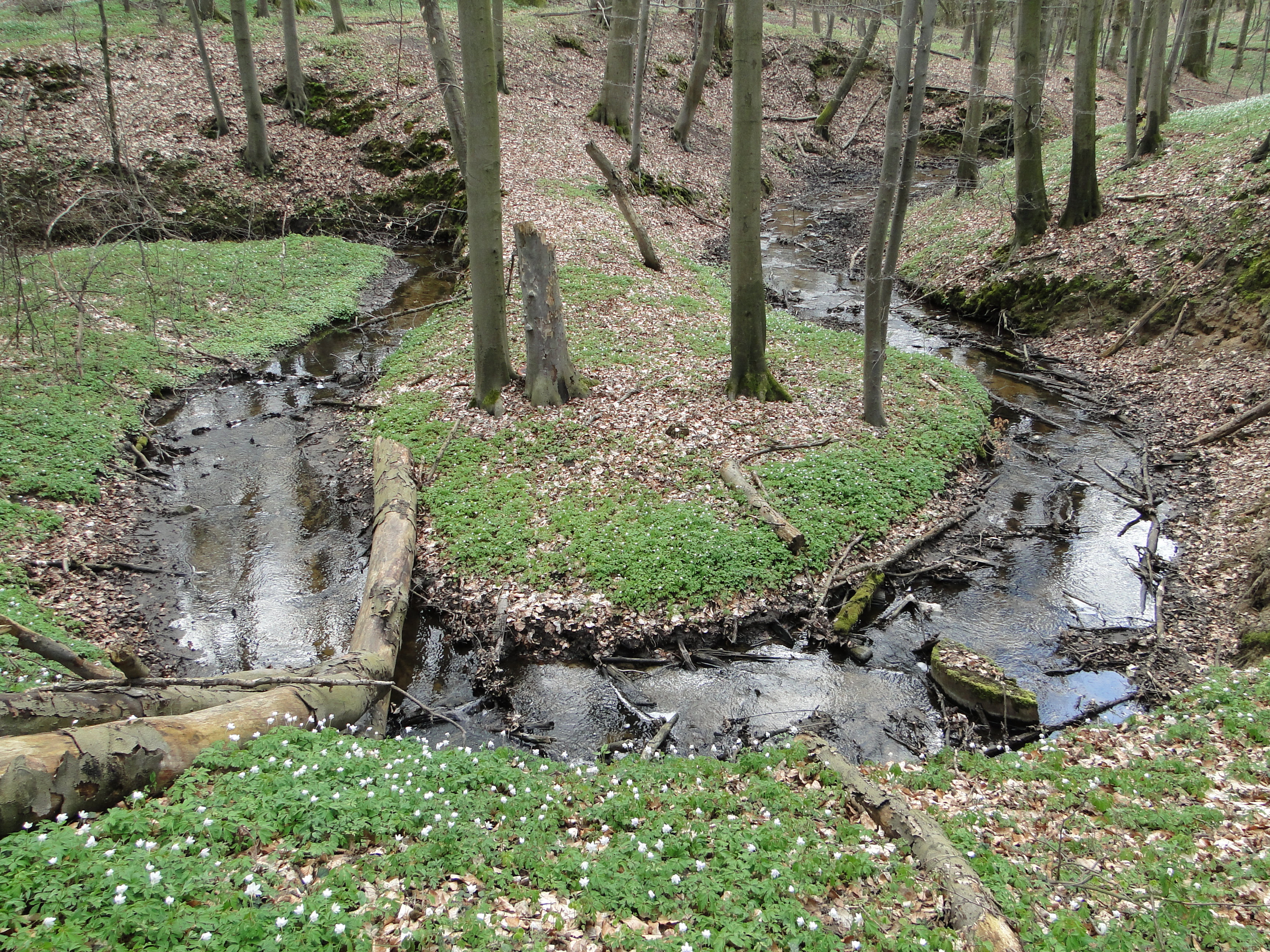
Mäandrierender Ziemenbach (Nähe Sandmühle – "Ziegelei")

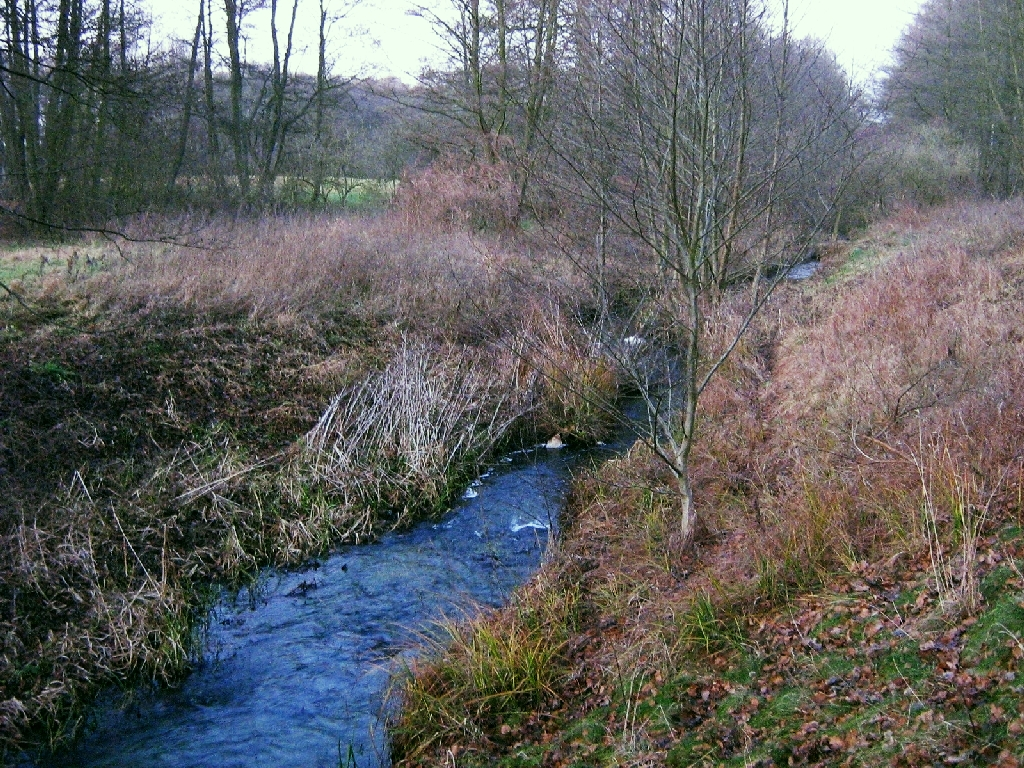
Der Ziemenbach zwischen Hohenzieritz und Prillwitz

Das Naturschutzgebiet  Ziemenbachtal ist ein 175 Hektar umfassendes Naturschutzgebiet im Landkreis Mecklenburgische Seenplatte (Mecklenburg-Vorpommern) einen Kilometer südöstlich von Hohenzieritz. Das Gebiet umfasst den Verlauf des Ziemenbachs von Sandmühle bis Prillwitz.
Der Gebietszustand wird als gut im Oberlauf bis befriedigend im Unterlauf eingestuft. Nährstoffeinträge aus benachbarten landwirtschaftlichen Flächen, Moorentwässerung und Krautungen wirken sich nachteilig auf sensible Arten wie das Bachneunauge aus. Ein Teil der Flächen liegt im Eigentum der Stiftung für Umwelt- und Naturschutz Mecklenburg-Vorpommern.
Das Naturschutzgebiet kann auf mehreren Wegen begangen werden.
Zusammen mit dem Naturschutzgebiet Ziemenbachtal bilden die umgebend liegenden Naturschutzgebiete Nonnenbachtal, Hellberge, Nonnenhof und Rosenholz und Zippelower Bachtal einen repräsentativen Ausschnitt aus der Landschaft der oberen Tollensebecken.

## Geschichte
Der Ziemenbach liegt am südlichen Ende des eiszeitlichen Tollense-Lobus der Pommerschen Haupteisrandlage. Er diente im Mittelalter zum Betrieb zweier Wassermühlen bei Hohenzieritz und Sandmühle. Die Mühlen sind auf der Schmettauschen Karte aus dem Jahr 1780 erkennbar. Weiterhin ist in der Karte in den Talbereichen Grünland verzeichnet, während höhere Lagen, die heute mit Wald bestanden sind, als Acker eingetragen sind. Der Mühlenbetrieb wurde in den 1950er Jahren eingestellt. Zu DDR-Zeiten wurden die umliegenden Grünländer intensiv genutzt. Entwässerungen der Moore sowie der Bau eines Schöpfwerkes forcierten diese Bestrebungen.

## Pflanzen- und Tierwelt
Ein Erlen-Bruchwald und Feuchtwiesen finden sich im Gebiet. Typische Pflanzen sind Schaumkräuter, Seggen, Wollgräser, Pfeifengras, Teufelsabbiss, Kümmelsilge, Kleiner Baldrian und Schilfrohr.
 Im Ziemenbach wurden 12 Fischarten nachgewiesen, darunter Bachforelle, Schlammpeitzger und Bachneunauge. Innerhalb des Einzugsgebietes von Tollense und Peene haben die Bachneunaugen hier ihre größte Population ausgebildet.
Brutvögel im Gebiet sind unter anderem Gebirgsstelze und Eisvogel. Es existiert eine Kolonie mit Graureiher und Kormoran.